# Rossville (Maryland)
Rossville és una concentració de població designada pel cens dels Estats Units a l'estat de Maryland. Segons el cens del 2000 tenia 11.515 habitants.

## Demografia
Segons el cens del 2000, Rossville tenia 11.515 habitants, 4.811 habitatges, i 2.819 famílies. La densitat de població era de 823,3 habitants per km².
Dels 4.811 habitatges en un 30,2% hi vivien nens de menys de 18 anys, en un 40,3% hi vivien parelles casades, en un 13,4% dones solteres, i en un 41,4% no eren unitats familiars. En el 31,4% dels habitatges hi vivien persones soles el 4% de les quals corresponia a persones de 65 anys o més que vivien soles. El nombre mitjà de persones vivint en cada habitatge era de 2,34 i el nombre mitjà de persones que vivien en cada família era de 2,98.
Per edats la població es repartia de la següent manera: un 23% tenia menys de 18 anys, un 11,4% entre 18 i 24, un 36,7% entre 25 i 44, un 19,8% de 45 a 60 i un 9,1% 65 anys o més.
L'edat mediana era de 32 anys. Per cada 100 dones de 18 o més anys hi havia 91,2 homes.
La renda mediana per habitatge era de 47.545 $ i la renda mediana per família de 57.974 $. Els homes tenien una renda mediana de 37.079 $ mentre que les dones 30.006 $. La renda per capita de la població era de 22.608 $. Entorn del 3,8% de les famílies i el 4,9% de la població estaven per davall del llindar de pobresa.

## Poblacions més properes
El següent diagrama mostra les poblacions més properes.